# Hot Springs (Arkansas)
Hot Springs é uma cidade localizada no estado americano de Arkansas, no Condado de Garland. Foi incorporada em 10 de janeiro de 1851.
Hot Springs é notadamente conhecida por ser o local onde o ex-presidente norte-americano, Bill Clinton, passou sua infância. Além disso, é cidade natal do ator Alan Ladd.

## Geografia
De acordo com o United States Census Bureau, a cidade tem uma área de 97,3 km², dos quais 97 km² estão cobertos por terra e 0,3 km² por água.

### Localidades na vizinhança
O diagrama seguinte representa as localidades num raio de 24 km ao redor de Hot Springs.

## Demografia
Segundo o censo nacional de 2010, a sua população é de 35 193 habitantes e sua densidade populacional é de 362 hab/km².

## Educação

### Escola secundária
- Arkansas School for Mathematics, Sciences, and the Arts

### Escolas privadas
- St. John Elementary School, K-8
- St. Luke's Day School, PK-2
- 2nd Baptist Christian School, K-12
- Lighthouse Christian School, K-12
- Gospel Light Baptist School, PK-12
- Hot Springs SDA School, PK-9
- Crossgate Christian Academy, PK-12
- Christian Ministries Academy, K-12

### Escolas públicas
- Cutter-Morning Star Elementary School, PK-6
- Cutter-Morning Star High School, 7-12
- Fountain Lake Elementary School, K-6
- Fountain Lake High School, 7-12
- Gardner Magnet School, K-5
- Hot Springs High School, 9-12
- Oaklawn Magnet School, K-5
- Park Magnet School, K-5
- Hot Springs Middle School, 6-8
- Langston Magnet School, PK-5
- Lakeside Primary School, K-1
- Lakeside Intermediate School, 2-4
- Lakeside Middle School, 5-7
- Lakeside Junior High School, 8-9
- Lakeside High School, 10-12
- Lake Hamilton Primary School, K-1
- Lake Hamilton Elementary School, 2-3
- Lake Hamilton Intermediate School, 4-5
- Lake Hamilton Middle School, 6-7
- Lake Hamilton Junior High, 8-9
- Lake Hamilton High School, 10-12

## Pontos de interesse
- Arkadelphia Aquatic Park
- Crater of Diamonds State Park
- Garvan Woodland Gardens
- Hot Springs Mountain Tower
- Hot Springs National Park
- Magic Springs and Crystal Falls
- Mid-America Science Museum
- Oaklawn Park

## Marcos históricos
A relação a seguir lista as 79 entradas do Registro Nacional de Lugares Históricos em Hot Springs. O primeiro marco foi designado em 13 de novembro de 1974 e o mais recente em 13 de janeiro de 2021. Aqueles marcados com ‡ também são um Marco Histórico Nacional.
- Aristocrat Motor Inn
- Army and Navy General Hospital Historic District
- Bathhouse Row‡
- Belding-Gaines Cemetery
- Bellaire Court Historic District
- Butchie's Drive-In
- Carpenter Dam
- Central Methodist Episcopal Church South
- Charles N. Rix House
- Citizens Building
- City Cemetery
- Cleveland Arms Apartment Building
- Clinton, Bill, Boyhood Home
- Cottage Courts Historic District
- Couchwood Historic District
- Cove Tourist Court
- Doherty House
- Dr. Albert H. Tribble House
- Federal Building-U.S. Post Office and Court House
- First Lutheran Church
- First Methodist Church Christian Education Building
- First Presbyterian Church
- Fordyce House
- Fordyce-Ricks House Historic District
- Forest Service Headquarters Historic District
- Garland County Courthouse
- George Klein Tourist Court Historic District
- Greenwood School
- Hamp Williams Building
- Hill Wheatley Downtowner Motor Inn
- Hollywood Cemetery, Confederate Section
- Hot Springs Central Avenue Historic District
- Hot Springs Confederate Monument
- Hot Springs High School
- Hot Springs National Guard Armory
- Hot Springs Railroad Warehouse Historic District
- Humphrey's Dairy Farm
- Humphreys-Ryan House
- Interstate Orphanage
- Jack Tar Hotel and Bathhouse
- Jones School
- King-Neimeyer-Mathis House
- Kraemer-Harman House
- Lake Catherine State Park Prisoner of War Structures
- Langdon Filling Station
- Lynwood Tourist Court Historic District
- Malco Theatre
- Medical Arts Building
- Missouri-Pacific Railroad Depot—Hot Springs
- Mountainaire Hotel Historic District
- Old Post Office
- Opal's Steak House
- Orange Street Presbyterian Church
- Ouachita Avenue Historic District
- Park Hotel
- Parkway Courts Historic District
- Passmore House
- Perry Plaza Court Historic District
- Peter Dierks Joers House
- Peter Joplin Commercial Block
- Plaza Apartments
- Pleasant Street Historic District
- Quapaw-Prospect Historic District
- Riviera Hotel
- Short-Dodson House
- St. Luke's Episcopal Church
- Stitt House
- Taylor Rosamond Motel Historic District
- Van Lyell House
- Visitors Chapel AME
- W. C. Brown House
- W. H. Moore House
- Wade Building
- Walter Beauchamp House
- Whittington Park Historic District
- Wildwood
- William H. Martin House
- Williams-Wootton House
- Woodmen of Union Building

## Cidade-irmã
Hot Springs possui uma cidade-irmã:
- Hanamaki, Japão